# Феодосійський військовий клінічний санаторій
Феодосійський військовий клінічний санаторій — один із чинних санаторіїв Міністерства оборони України, розташований на узбережжі Чорного моря у центральній частині міста Феодосії, АР Крим.

## Історія
Історія будівель розташованих на території санаторію починається з 19 століття коли вони належали губернатору Феодосії, Броневському С. М. На той час будівлі використовувались як дача і знаходились на околиці міста, з часом місто розросталось і тепер це вже центральна частина Феодосії. На зазначеній території збереглася невелика споруда у вигляді гроту з колонами яка має назву Пушкінський грот. Вважається що саме тут відпочивав О. С. Пушкін який у серпні 1820 року на кілька днів зупинявся у міського губернатора під час своєї подорожі на Кавказ.
Будівлі належали Броневському С. М. до його смерті у 1830 році.
Далі у 1838 році дача з майном була придбана генералом Котляревським П. С. На початку 20 століття у період з 1911 по 1914 роки у двоповерховій будівлі винаймав квартиру та проживав Дмитро Ілліч Ульянов, молодший брат В. І. Леніна. Саме у нього у квітні–травні 1913 року гостювали мати, Марія Олександрівна Ульянова та молодша сестра, Ганна Іллівна Єлізарова-Ульянова. На зазначеній будівлі встановлена пам'ятна дошка з відповідним написом.
Пізніше у радянські часи тут був створений військовий шпиталь, який у подальшому було реорганізовано у військовий санаторій.

## Загальні відомості про санаторій
Лікувально оздоровчий комплекс розташовано у безпосередній близькості до моря в унікальній кліматичній зоні. Середньорічна кількість годин сонячного сяйва перевищує 2300 годин. Санаторій є закладом гастроентерологічного профілю, що використовує лікувальні грязі та лікувальну мінеральну воду «Феодосійська». Існуючі лікувальні методики спрямовані на лікування захворювань органів травлення, ендокринної системи, патологій органів дихання, опорно-рухового апарату, жіночої безплідності, захворювання зубів та слизової порожнини рота. Проводяться діагностичні дослідження: фіброгастроскопія, сігмоколоноскопія, дуоденальне зондування, РН-метрія, ультразвукова діагностика, ЕКГ, велоергометрія, реографія печінки, судин нижніх кінцівок, тетрополярна реографія, спірографія, різноманітні види рентгендіагностики. Лікувальні процедури: фізіолікування, включаючи магнітолазеротерапію, сифонні промивання кишки, зрошення мінеральною водою шлунку, кишечнику, вагіни, грязелікування (сегментарні грязьові аплікації, ректальні тампони, вагінальні тампони, гальваногрязь), мікроклізми з трав'яними відварами, голкорефлексотерапія.
Інфраструктура:
- два 12-поверхових корпуси (один із корпусів недобудований);
- 4-поверховий корпус;
- 2-поверховий корпус;
- два пляжі;
- їдальня до 1000 місць;
- спортивна база: тенісний корт, столи для настільного тенісу, майданчики для гри у волейбол і бадмінтон, тренажерний зал для колективних та індивідуальних занять спортом.

Повна адреса санаторію: 98102, Автономна Республіка Крим, м. Феодосія-2, вул. Генерала Горбачова, 5.

## Галерея

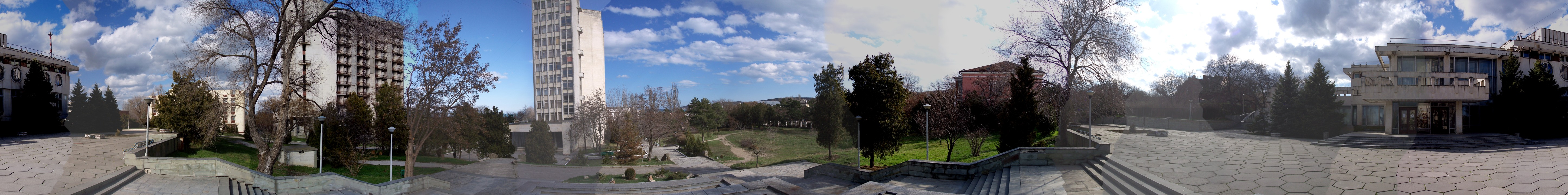
Панорама санаторію з центральних сходів
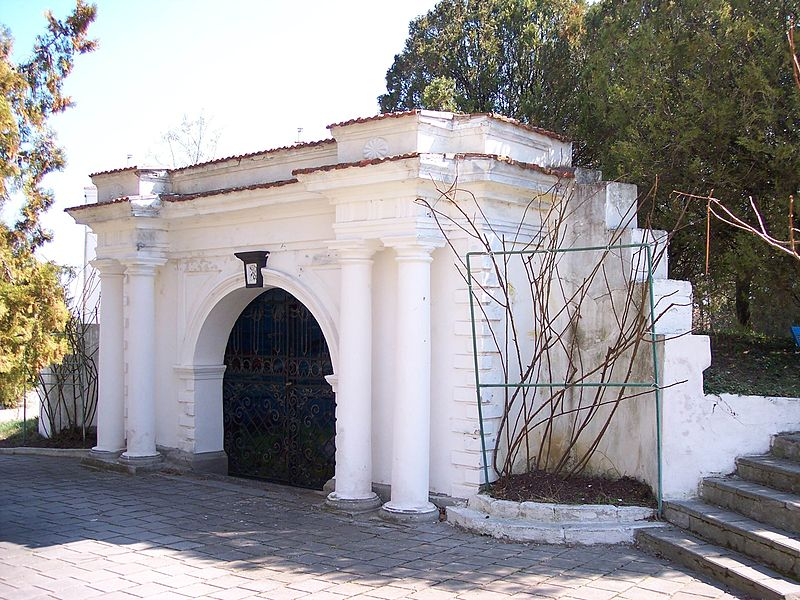
Грот Пушкіна на території санаторію
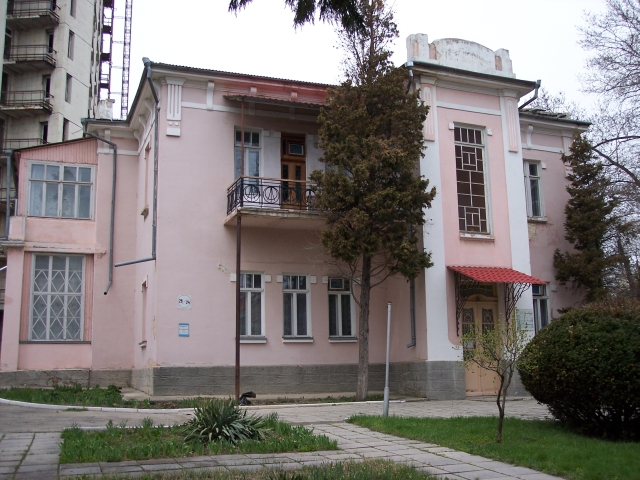
Будівля де проживали Ульянови у 1911 - 1914
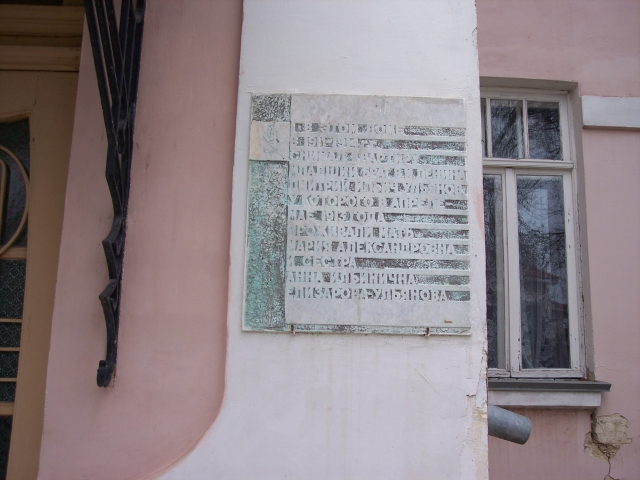
Пам'ятна дошка на будівлі де проживали Ульянови у 1911 - 1914